# Cape Anguille
Cape Anguille är en udde i Kanada.   Den ligger i provinsen Newfoundland och Labrador, i den östra delen av landet, 1 300 km öster om huvudstaden Ottawa.
Terrängen inåt land är lite kuperad. Havet är nära Cape Anguille åt nordväst. Trakten runt Cape Anguille är nära nog obefolkad, med mindre än två invånare per kvadratkilometer.. 
I omgivningarna runt Cape Anguille växer i huvudsak blandskog.